# Santi Abad
Santiago Abad Viciano, detto Santi (Barcellona, 24 luglio 1969), è un ex cestista spagnolo.

## Carriera
Con la Spagna ha disputato i Giochi del Mediterranoe di Laodicea 1987.

## Palmarès
- Campionato spagnolo: 1

Barcellona: 1988-89
- Copa del Rey: 1

Saski Baskonia: 1995